# London Zoo
London Zoo is de Londense dierentuin. De tuin is gelegen in het noorden van Regent's Park en valt onder het beheer van de Zoological Society of London.
London Zoo was de eerste wetenschappelijke dierentuin ter wereld. De tuin werd geopend in 1828, ten behoeve van wetenschappelijk onderzoek, en werd in 1847 opengesteld voor het publiek.
De huidige collectie omvat meer dan 760 verschillende diersoorten.
London Zoo is vaak gebruikt als achtergrond voor films en televisieprogramma's. Het bekendste voorbeeld daarvan is de scène in het reptielenhuis uit de verfilming van Harry Potter en de Steen der Wijzen.

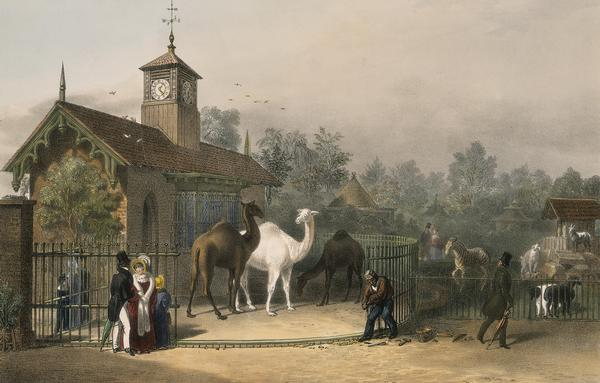
Beeld van de dierentuin in 1835

## Fokprogramma's
Het park neemt deel aan meerdere internationale fokprogramma's en coördineert en beheert de EEP-stamboeken voor de Sumatraanse tijger, de tamaroe, de Ménégauxs lijstergaai, Bitis parviocula, futen en Polynesische boomslakken.